# لبلب
لبلب (نام علمی: Lablab purpureus) نام یک گونه از تیره باقلاییان است. این گیاه بومی آفریقا است و در سراسر مناطق گرمسیری برای خوراک کشت می‌شود.

## نگارخانه

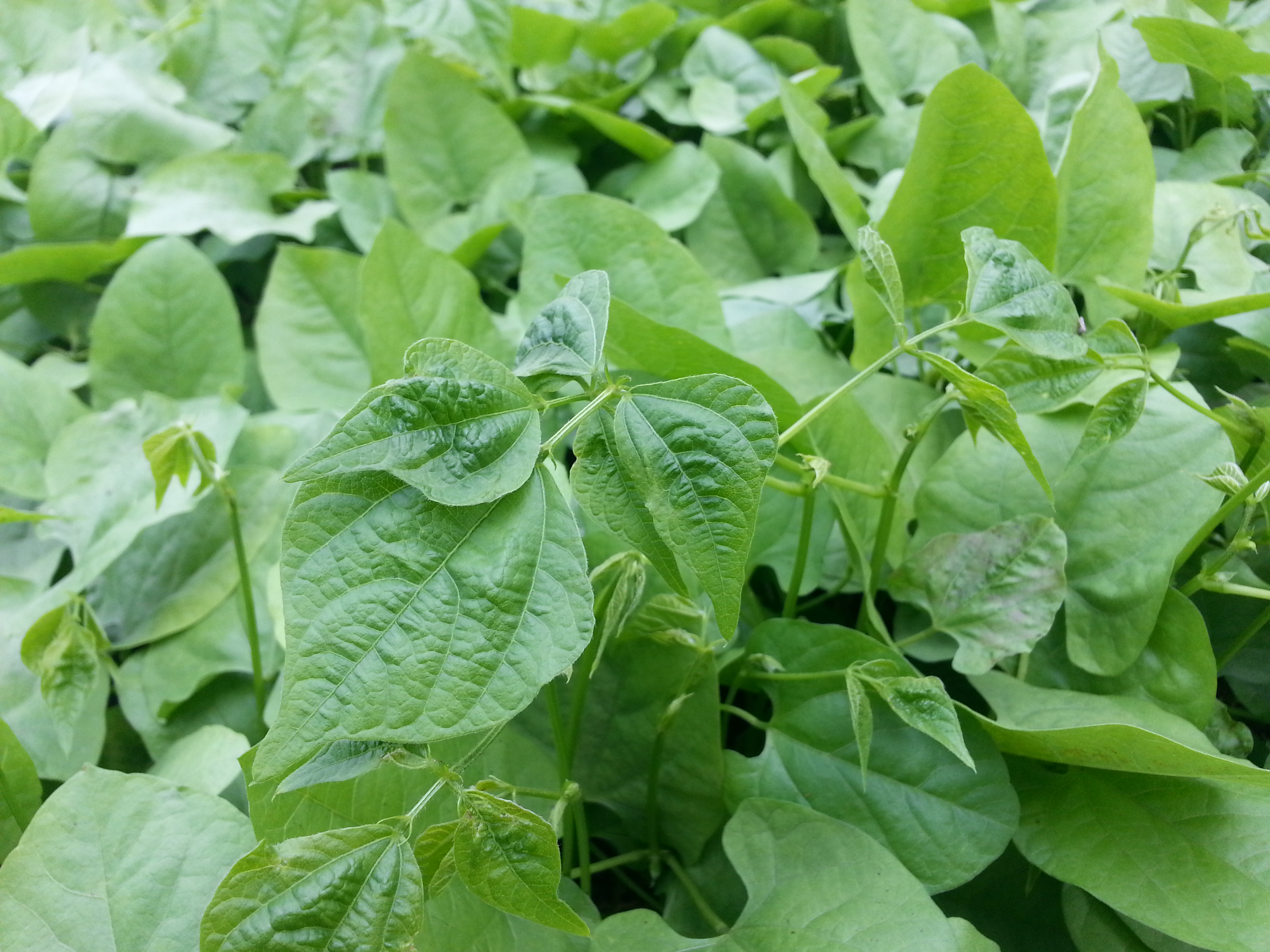
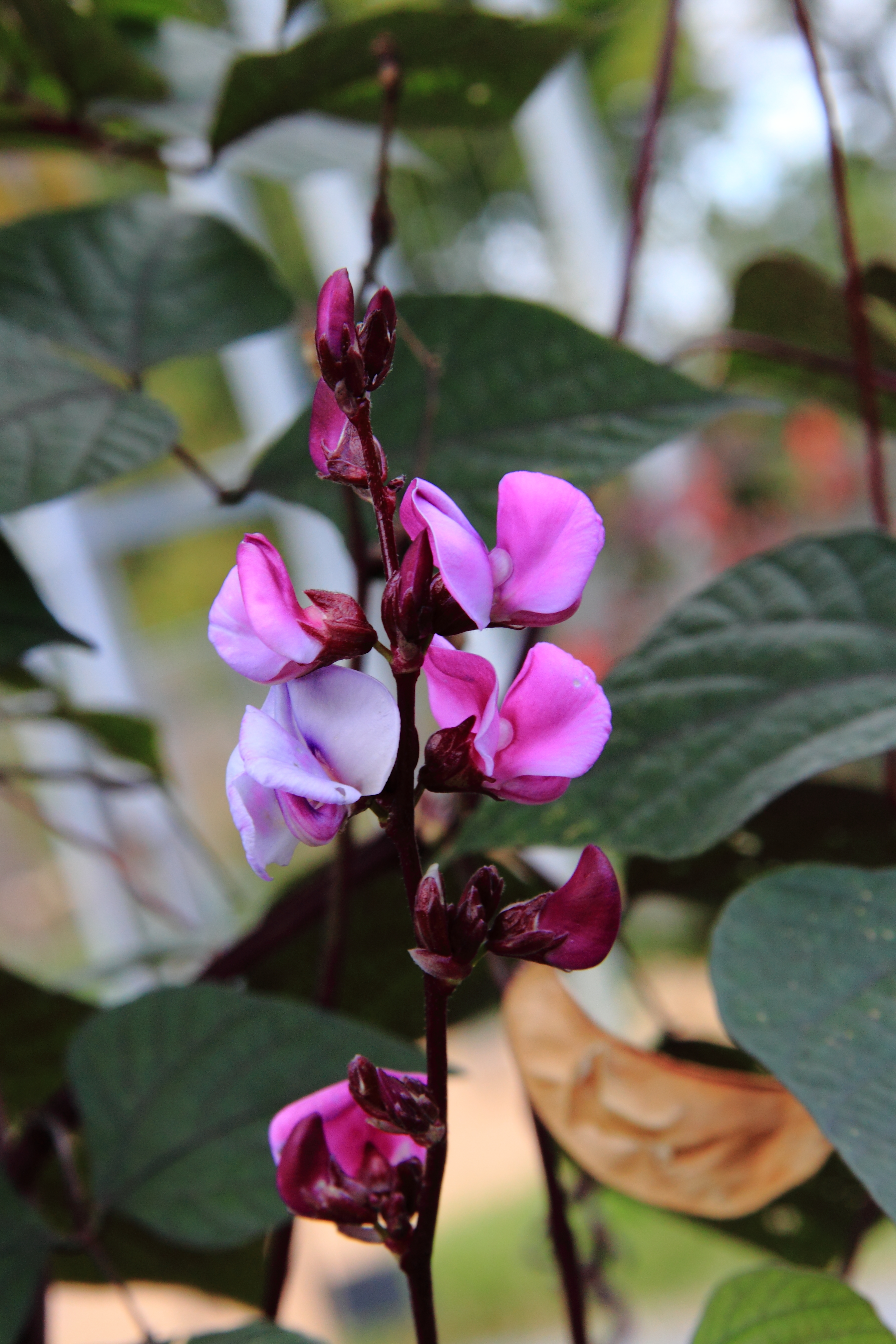
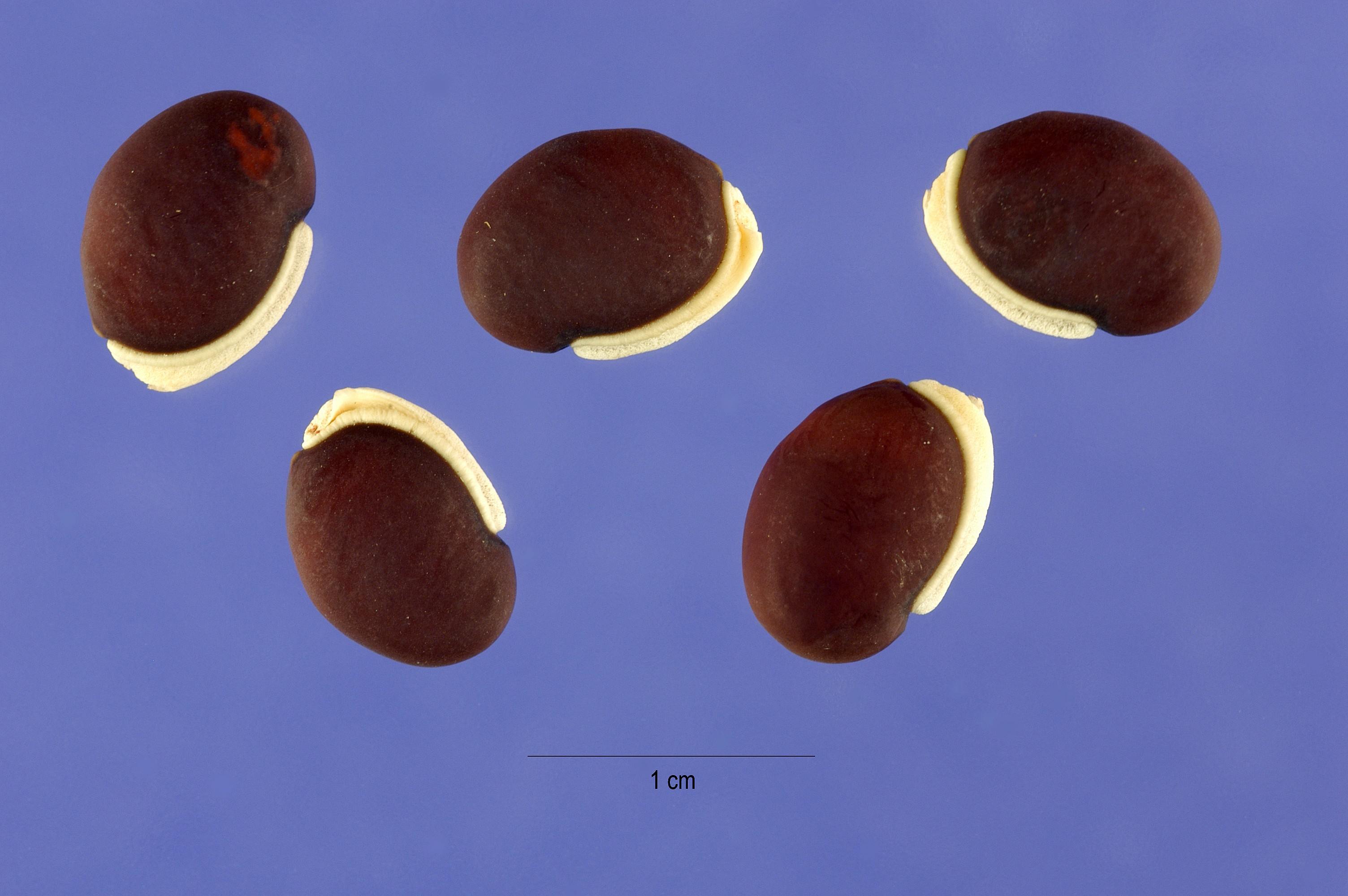